# 스탠 핸슨
스탠 핸슨(Stan Hansen, 1949년 8월 29일 ~ )은 미국의 프로 레슬링 선수, 배우, 영화배우이다.
녹스군 (텍사스주)에서 태어났다.

## 영화
- 데드리스트 캐치: 크랩 피슁 인 알래스카 (2005년) - 본인 역
- 죽느냐 사느냐 (1989년)